# Bad bank
Una bad bank è una banca che riceve beni svantaggiosi (beni che hanno perso il loro valore) e prestiti dannosi (debiti che difficilmente verranno saldati) da parte di altri istituti di credito e organizzazioni.

## Funzioni
Le bad bank vengono create ad hoc dagli istituti bancari in difficoltà che non riescono a smaltire grandi quantità di crediti deteriorati. Con questa operazione le banche si sdoppiano e cedono parte del proprio portafoglio a nuove società che aiutano gli istituti di credito a smaltire le perdite derivanti da crediti anomali, tossici e difficilmente esigibili.
La bad bank gestisce i crediti anomali ricevuti, correndo tutti i rischi che ne conseguono e godendo, pertanto, degli eventuali rendimenti. Essendo poco sicura la loro realizzazione, i rendimenti risultano potenzialmente più alti.

## Casi di studio
All'inizio degli anni novanta, nel pieno della crisi finanziaria, in Svezia fu creata una delle prime bad bank della storia: la Securum.
In Italia il primo caso di bad bank ha riguardato il Banco di Napoli a cavallo degli anni duemila. Dopo l'acquisizione dell'istituto partenopeo da parte di Sanpaolo IMI, infatti, il gruppo bancario torinese si servì della Società per la Gestione di Attività per recuperare i crediti in sofferenza, riuscendo a far rientrare circa il 94% delle esposizioni che avevano decretato la fine di uno dei più antichi e prestigiosi istituti di credito italiani.